# Khuzdul
El khuzdul (también escrito khuzdûl) es una lengua creada por J. R. R. Tolkien para los enanos de la Tierra Media. Es escrito usualmente en cirth (runas).

## Historia
El Silmarillion cuenta que tan pronto como Aulë el vala creó a los Siete Padres de los Enanos «empezó a instruir a los enanos en la lengua que había inventado para ellos». Su propio nombre para su idioma era khuzdûl, que evidentemente sólo significa ‘lengua’. Los enanos se llamaban a sí mismos khazâd (el singular podría ser khuzd). Se lee también que «de acuerdo con sus leyendas, su creador, Aulë, creó su lengua para ellos y se la enseñó a los Siete Padres antes de que se durmieran hasta que el tiempo de su despertar llegase». 
Aunque bien conservado, raramente aprendieron khuzdul otros que no fueran los enanos mismos. Según las antiguas leyendas en Valinor, Aulë había enseñado a Fëanor el idioma que había creado para los Enanos. En la Tierra Media, los elfos no estaban interesados particularmente en el khuzdul, y no pensaban muy bien de esta lengua; y dice el capítulo 10 de El Silmarillion que "no alcanzaban a entender una palabra de la lengua de los Naugrim (Enanos), que les sonaba engorrosa y desagradable, y pocos eran los Eldar que lograron dominarla". Incluso cuando alguien quería aprender khuzdul, los Enanos mismos se mostraban reacios a enseñarlo. Su propio idioma era "un secreto que no revelaban de buen grado ni siquiera a los amigos" (El Señor de los Anillos, Apéndice F). Una teoría es que sentían que el khuzdul pertenecía exclusivamente a su raza, y que el resto no tenía ningún derecho a entenderlo. Cuando querían comunicarse con el resto de las razas, normalmente para traficar, ellos preferían aprender los idiomas de los demás que enseñar el suyo, incluso si la otra parte tenía la voluntad para aprenderlo. Sólo dos o tres veces en las largas edades de la Tierra Media los Enanos enseñaron su idioma a gente de una raza extraña. En la Primera Edad, cuando la Casa de Hador llegó a Beleriand del este y conoció a los Barbiluengos, una amistad especial surgió entre las dos razas porque estos Hombres, al ser hábiles jinetes, podían ofrecer a los Enanos alguna protección contra los orcos. Luego los Enanos estaban dispuestos a enseñar su idioma a los Hombres con los que tenían una especial amistad, pero los Hombres lo encontraron difícil y eran lentos en aprender algo más que palabras aisladas, muchas de las cuales adaptaron y tomaron en su propio idioma. No obstante, parece que el khuzdul influyó incluso en la estructura básica del adunaico. 
El interés élfico en el khuzdul fue escaso en la Primera Edad, pero había al menos una excepción: Curufin estaba más interesado en el extraño idioma de los Enanos, siendo el único de los Noldor en ganar su amistad. Fue gracias a él que los sabios obtuvieron tanto conocimiento como pudieron acerca del khuzdul. Al menos una palabra khuzdul se introdujo en el sindarin: kheled "cristal", que aparece en el élfico gris como heledh. La palabra khuzdul khazâd, "Enanos", fue adaptada al quenya como casar, "Enano", y al sindarin como hadhod (la raza Enana es llamada Hadhodrim). A la inversa, los Enanos parecen haber tomado prestado una palabra del sindarin: kibik, "plata", que debe ser relacionada con la palabra del élfico gris celeb.
Mucho tiempo después, en la Segunda Edad, los Enanos permitieron de mala gana a unos pocos elfos aprender khuzdul puramente en interés de la ciencia.
El Apéndice F del ESDLA dice que "sus propios nombres secretos e "interiores", sus verdaderos nombres, los Enanos no los han revelado nunca a nadie de otra raza. No los inscriben ni siquiera sobre sus tumbas." Por lo que los nombres Balin y Fundin, que aparecen en un contexto khuzdul en la inscripción sobre la tumba de Balin, no son khuzdul en sí mismos. Son nombres Humanos, meras sustituciones de los nombres de Balin y su padre Fundin usados cuando gente no Enana estaba presente.
Sin embargo los Enanos no sentían que era impropio revelar los nombres de lugares. Gimli por propia iniciativa contó a la Compañía cómo llamaban los Enanos a las montañas sobre la misma Moria: "Las conozco y sé como se llaman, pues debajo de ellas está Khazad-dûm, la Mina del Enano... Más allá se encuentra Barazimbar, el Cuerno Rojo... y aún más allá el Cuerno de Plata y el Monte Nuboso:... que nosotros llamamos Zirak-Zigil y Bundushathûr." (ESDLA/II, cp. 5) Los Enanos no se ofendían necesariamente si otros conocían unos pocos nombres de sitios khuzdul. Cuando Gimli llegó a Lothlórien, Galadriel le dijo: "Oscuras son las aguas del Kheled-zâram y frías son las fuentes del Kibil-nâla y hermosas eran las salas de columnas de Khazad-dûm en los Días Antiguos antes que los reyes poderosos cayeran bajo la piedra." Así que Gimli percibió el uso de los antiguos nombres khuzdul como un gesto de amistad.

## Estructura
La estructura básica del khuzdul se parece a la de las lenguas semíticas, como el árabe o el hebreo. Las raíces de las que las palabras se derivan no son en sí mismas palabras pronunciables, porque consisten únicamente en consonantes. Los nombres, verbos, adjetivos, etc. no se derivan únicamente por medio de prefijos y de sufijos, sino también insertando ciertas vocales entre esas consonantes, o incluso algunas veces doblando una de las consonantes. A menudo las palabras son declinadas mediante cambios vocálicos internos en lugar de añadir afijos: Rukhs significa "Orco", pero el plural "Orcos" es rakhâs. 